# Palasari (Ujung Jaya)
Palasari is een bestuurslaag in het regentschap Sumedang van de provincie West-Java, Indonesië. Palasari telt 3051 inwoners (volkstelling 2010).